# Rhopalosiphum arundinariae
Rhopalosiphum arundinariae är en insektsart som först beskrevs av Tissot 1933.  Rhopalosiphum arundinariae ingår i släktet Rhopalosiphum och familjen långrörsbladlöss. Inga underarter finns listade i Catalogue of Life.